# Ґастергавортія
Ґастергавортія (лат. x Gasterhaworthia Guill.) — міжродовий гібрид, утворений шляхом схрещування видів роду ґастерія і гавортія.
Зовні рослини цього роду схожі на ґастерії, і тому не всі сучасні дослідники визнають цей рід. Розмножують тільки вегетативним шляхом — дочірними розетками й листковими живцями.
Описано тільки 2 види цього роду. У колекції Ботанічного саду імені академіка Олександра Фоміна є обидва види роду. Один з них x Gasterhaworthia baifieldi Rowl. регулярно квітне але не плодоносить. У Ботанічному саду одержано гібриди роду Ґасетргавортія, які мають зовнішні ознаки обох родів. Це рослини з розеткою до 10 см у діаметрі, 15-17-ма листками, характерного світло-зеленого кольору, з невеликими світлими плямами і дрібнозубчастим краєм. Квітки також мають ознаки гавортії і ґастерії. Цвітіння — багаторазове, в умовах оранжерей у січні-лютому, квітні-травні, серпні-вересні. Гібрид проходить сортовипробування в Україні.